# باب کرامپتون
باب کرامپتون (به انگلیسی: Bob Crompton) بازیکن فوتبال زادهٔ ۲۶ سپتامبر ۱۸۷۹ اهل انگلستان بود که سابقهٔ بازی در تیم ملی فوتبال انگلستان را در کارنامهٔ خود دارد. وی در تاریخ ۳ مارس ۱۹۰۲ نخستین بازی ملی خود را در مقابل تیم ملی فوتبال ولز انجام داد و با حضور در ۴۱ بازی ملی، در تاریخ ۴ آوریل ۱۹۱۴ واپسین بازی ملی‌اش را در برابر تیم ملی فوتبال اسکاتلند برگزار کرد.